# Cerkiew Ikony Matki Bożej „Znak” w Moskwie (Arbat)
Cerkiew Ikony Matki Bożej „Znak” – prawosławna cerkiew w Moskwie, w rejonie Arbat, pierwotnie prywatna świątynia przy rezydencji należącej kolejno do Romanowów, Naryszkinów i Szeremetiewów, następnie cerkiew parafialna, obecnie w dekanacie centralnym eparchii moskiewskiej miejskiej Rosyjskiego Kościoła Prawosławnego.

## Historia
Pierwsze wzmianki o świątyni prawosławnej na miejscu dzisiejszej cerkwi pochodzą z 1613. Dwanaście lat później Iwan Nikitycz Romanow (stryj cara Michała I i brat patriarchy Filareta) ufundował świątynię Ikony Matki Bożej „Znak” (patronki rodu) w majątku przekazanym mu przez bratanka. Po ojcu majątek z prywatną cerkwią odziedziczył Nikita Iwanowicz, a po jego bezpotomnej śmierci obiekt przeszedł na własność dworu carskiego. W 1671 car Aleksy I podarował rezydencję razem ze świątynią  Kiriłłowi Naryszkinowi, ojcu drugiej małżonki cara Natalii. Naryszkinowie przebudowali cerkiew dworską, nadając jej cechy nowego stylu nazwanego następnie barokiem naryszkinowskim lub moskiewskim. Świątynia w rezydencji rodowej w Moskwie była pierwszą świątynią reprezentującą ten kierunek.
Ostatnia właścicielka majątku z rodu Naryszkinów, Jekatierina Iwanowna, wyszła za mąż za Cyryla Razumowskiego, który już po śmierci małżonki rozbudował odziedziczoną w ten sposób siedzibę, łącząc ją z budynkiem znakomicie utrzymanej cerkwi. W 1800 Razumowski sprzedał pałac Nikołajowi Szeremetiewowi. Dwanaście lat później, w czasie pożaru Moskwy, cerkiew spłonęła. Po odbudowie, 21 września 1847, ponownie poświęcił ją metropolita moskiewski Filaret. W końcu stulecia świątynia przeszła na własność zwykłej parafii, gdyż dawna rezydencja została przekazana moskiewskiej Dumie Miejskiej.
Świątynia pozostawała czynna do 1929. W wymienionym roku została odebrana parafii prawosławnej i zaadaptowana na szpitalną kuchnię, stołówkę i pomieszczenia administracyjne wzniesionego w sąsiedztwie Centralnego Szpitala Kremla. Obiekt przebudowano, dzieląc wewnątrz na piętra, zniszczono część zewnętrznych dekoracji. Budowla była remontowana w latach 50. i 70., nie odzyskując jednak w pełni dawnego wyglądu.
Nabożeństwa w cerkwi odbywają się regularnie od 2004, trwa renowacja obiektu. Dostęp do niego możliwy jest jedynie przez budynek prezydenckiego centrum medycznego, które jest również właścicielem nieruchomości. W 2007 ukończono prace nad przywróceniem świątyni pierwotnego wyglądu zewnętrznego, zaś w 2010 na jego dzwonnicy zawieszono 10 dzwonów, trwają prace nad odnowieniem wnętrza, w tym nad rekonstrukcją barokowego ikonostasu i fresków.